# Commission historique de l'Académie bavaroise des sciences
La Commission historique de l'Académie bavaroise des sciences (HiKo) est fondée en 1858 par le roi de Bavière Maximilien II à l'initiative de l'historien Leopold von Ranke. Il s'agit d'une part d'une société savante, d'une académie d'histoire allemande - selon Ranke - et d'autre part d'une des plus grandes institutions de recherche historique non universitaires de la République fédérale d'Allemagne, avec environ 30 collaborateurs scientifiques en Allemagne, Autriche et Suisse. Elle est dirigée par Reinhard Stauber (de) en tant que président (depuis mars 2022) et Bernhard Löffler (de) en tant que secrétaire (depuis 2018). Le HiKo compte actuellement 43 membres.

## Tâches et objectifs
Depuis ses débuts, le travail de la commission est centré sur l'élaboration scientifique et la publication d'éditions de sources et de présentations de l'histoire allemande. Le spectre s'étend de la fin du Moyen Âge à l'histoire contemporaine. Il s'agit notamment des éditions centrales telles que les actes du Reichstag (de), les sources historiques allemandes des XIXe et XXe siècles ou les actes de la Chancellerie du Reich, gouvernement hitlérien 1933-1945 (de).
Son deuxième objectif est la recherche historico-biographique, avec Allgemeine Deutsche Biographie (ADB) et Neue Deutsche Biographie (NDB). Les quelque 50 000 articles de l'ADB et du NDB constituent la base de la Deutsche Biographie, le système d'information historique et biographique pour l'espace germanophone que HiKo gère en collaboration avec la Bibliothèque d'État de Bavière. Plus de 730 000 personnalités peuvent y être recherchées. Après l'achèvement du NDB imprimé avec le volume 28 (2023), le NDB est poursuivi en tant que NDB en ligne avec un format purement numérique étendu. Les articles seront ensuite publiés exclusivement dans Deutsche Biographie.
HiKo est impliqué dans les développements numériques des sciences historiques depuis le tournant du millénaire. L'un des thèmes abordés est la biographie allemande. L’autre concerne les éditions sources numériques. Ici, elle travaille dans différents départements avec l'éditeur OxygenXML. À l'aide de l'exemple de l'édition des « Protocoles du Conseil des ministres bavarois 1945-1962 (de) », les composants techniques développés (oxydation) sont mis à disposition gratuitement en open source.

## Fondation
Depuis le 28 novembre 1960, le support juridique de la Commission historique est la Fondation pour la promotion de la Commission historique de l'Académie bavaroise des sciences et du Collège historique, élargie au Collège historique (de) depuis le 8 juin 1999,. Les organes de la fondation sont le comité directeur et le conseil de fondation. Le comité directeur, qui rend compte au conseil d'administration et gère les affaires statutaires sur une base non lucrative en faveur du grand public, est composé de Reinhard Stauber (de), président (président de la commission historique de l'Académie bavaroise des sciences), Bernhard Löffler (de), Pfleger (secrétaire de la commission historique de l'Académie bavaroise des sciences) et Hartmut Leppin (de) (président du conseil d'administration du Collège historique). Le conseil de fondation, qui conseille, soutient et surveille le conseil d'administration, est composé de Christoph Kampmann (de) (vice-président du conseil de fondation), du ministre Florian Albert (ministère d'État bavarois des sciences et des arts) et Markus Schwaiger (président de l'Académie bavaroise des sciences).

## Départements

### En cours
- Actes du Reichstag (de) (à partir de 1858, divisés en séries anciennes, moyennes et récentes ainsi qu'en assemblées impériales)
- Repertorium Academicum Germanicum (de) 1250-1550 (à partir de 2000)
- Dossiers commerciaux allemands du Moyen Âge et des temps modernes (à partir de 1913)
- Les capitulations électorales des rois germano-romains 1519-1792
- Lettres et dossiers sur l'histoire de la guerre de Trente Ans
- Sources historiques allemandes des XIXe et XXe siècles (à partir de 1917)
- Les procès-verbaux du Conseil d'État bavarois 1799-1817 (depuis 2000)  [11],[12]
- Sources sur l'histoire de la Confédération germanique (à partir de 1988)
- Dossiers de la Chancellerie du Reich. Gouvernement hitlérien 1933-1945 (à partir de 1976)
- Les procès-verbaux du Conseil des ministres bavarois 1945-1962 (à partir de 1991)
- Les liens économiques mondiaux de l'Allemagne aux XIXe et XXe siècles (à partir de 2020)
- Neue Deutsche Biographie (depuis 1950)
- Deutsche Biographie (créée en 2001 sous le nom de registre ADB/NDB )
- NDB-online (de) (depuis 2020)
- Série de publications de la Commission historique de l'Académie bavaroise des sciences

### Terminé
- Jahrbücher der Deutschen Geschichte (de) (1858-2002)
- Die Chroniken der deutschen Städte (de) du XIVe au XVIe siècle (1862-1968)
- Recès hanséatique (de) (1859-1897)
- Les documents et dossiers des associations de villes de Haute-Allemagne (1650–2005)
- Histoire du Palatinat (1862-1888)
- Sources et discussions sur l'histoire bavaroise et allemande (1860-1864, nouvelle série 1899-1915)
- Histoire des sciences en Allemagne (1864-1952)
- Chansons folkloriques (1865-1913)
- Les projets allemands et d’Europe centrale et orientale pour l’Europe aux XIXe et XXe siècles (2000-2005)
- Leopold von Ranke : De son œuvre et de son héritage (1959-1980)
- Sources sur les réformes dans les États de la Confédération du Rhin (1982-2015)
- Recherche sur l'histoire sociale allemande (1962-2006)
- Dossiers de la Chancellerie du Reich. République de Weimar[13]
- Documentation sur les relations franco-allemandes 1949-1963 (1990-1999)
- Allgemeine Deutsche Biographie (1875-1912)

## Archives
Les archives de la Commission historique (environ 6 mètres linéaires) documentent l'activité de cette "académie de la science historique allemande", selon les termes de Leopold von Ranke, depuis sa création par le statut du roi bavarois Maximilien II du 26 novembre 1858 jusqu'à l'année 1961, au cours de laquelle la Commission a tenu sa 86e assemblée plénière à Munich. Ce matériel constitue une source de premier ordre pour la recherche historiographique en Allemagne, en Autriche et en Suisse. Un instrument de recherche avec un index détaillé des personnes, des institutions et des matières (139 p. et 336 numéros) permet d'accéder au fonds.